# Saint-Christaud, Haute-Garonne
Saint-Christaud är en kommun i departementet Haute-Garonne i regionen Occitanien i södra Frankrike. Kommunen ligger i kantonen Montesquieu-Volvestre som tillhör arrondissementet Muret. År 2022 hade Saint-Christaud 236 invånare.

## Befolkningsutveckling
Antalet invånare i kommunen Saint-Christaud
Referens:INSEE